# Keilira
Keilira là một chi nhện trong họ Sparassidae.